# Calles
Calles és un municipi del País Valencià que es troba a la comarca dels Serrans.

## Geografia
La vila està en un pla al marge dret del riu Toixa, a la qual s'accedix per mitjà d'un viaducte. La superfície del terme és molt muntanyenca, molt trencada i abrupta. Les altures més importants són Peña Uncel (993 m), Escorpí (645 m), Mataja (1.024 m) i Castellà (1.059 m).
Els rius Toixa i Túria discorren pel terme municipal, el primer al costat de la població i el segon a una distància de 7 km del nucli urbà. El Túria, que creua el sector sud del terme amb direcció oest-est, va fortament encaixonat entre altes paredasses pel paratge denominat La Cerrada. Drenen el terme els barrancs de l'Hocino, del Zurdo, del Mas del Ferrer, del Tio Roque, de l'Arenal, Agua Salada i les rambles de Tuesa i la Salceda. La superfície forestal té pins i carrasques principalment, alternant amb zones de pastures.
El clima és continental; els vents dominants són el cerç i el solano (llevant); en porta les pluges el tortosano, generalment d'octubre a abril, i neva al gener.

### Nuclis
- Calles
- Alcotas

### Límits
El terme municipal de Calles limita amb els d'Andilla, Xelva, Domenyo i Figueroles de Domenyo (tots a la mateixa comarca).

### Accés
Es té accés, des de València, per la carretera CV-35 de València a Ademús, amb un traçat gairebé paral·lel al del riu Túria.

## Història
Hi ha restes de l'època ibera al serral de la font de Madrid o Puntal de los Collados, igual que al prat de Llantas i al Puntalito. A la Corchetera, a la Torrecilla de la Hoya de Antaño i a l'ombria de la Juana es conserven restes de poblats ibèrics romanitzats.
El territori de Calles va pertànyer a la baronia de Xèrica fins a 1362, quan va passar a formar part de la corona. Uns anys més tard (1369) va ser atorgada la concessió de la carta de població per Juan Alfonso de Xèrica. El 1390 es va crear el vescomtat de Xelva al qual va pertànyer Calles, i era un lloc de moriscs.
El 1602 es va erigir en parròquia independent, se separà de Xelva, i cinc anys més tard (1609), en ser expulsats els moriscs, va tornar a quedar agregada a Xelva; recobrà la independència el 1664. El 1684 va demanar la incorporació a la corona, i transcorregué quasi un segle (1773) fins que això es va aprovar.
A la fi del segle xvii es va erigir l'església parroquial en honor de la Puríssima Concepció.

## Demografia
| 1990 | 1992 | 1994 | 1996 | 1998 | 2000 | 2002 | 2004 | 2006 | 2007 |
| ---- | ---- | ---- | ---- | ---- | ---- | ---- | ---- | ---- | ---- |
| 463  | 404  | 418  | 435  | 434  | 434  | 419  | 384  | 405  | 449  |

## Economia
Quant a l'activitat laboral, l'agricultura ha estat sempre l'activitat principal dels seus habitants, dedicada sobretot al cultiu de l'olivera i l'ametler i en menor mesura a les hortalisses. En el regadiu es conreen cereals, hortalisses, llegums, pomeres, pruneres, etc. Els cultius estan situats al marge esquerre del riu Xelva o Toixa, del qual s'agafa l'aigua necessària mitjançant les séquies.
Hi ha ramaderia ovina. S'exploten pedreres de guix, caolí i argiles. Funcionen algunes almàsseres i abans una fusteria. Es confeccionen espardenyes d'espart, típica producció artesanal del lloc.

## Política i govern

### Composició de la Corporació Municipal
El Ple de l'Ajuntament està format per 7 regidors. En les eleccions municipals de 26 de maig de 2019 foren elegits 4 regidors del Partit Popular (PP), 2 del Partit Socialista del País Valencià (PSPV-PSOE) i 1 de la Unión de Ciudadanos Independientes (UCIN).
| Eleccions municipals de 26 de maig de 2019 - Calles                                                              |                                          |                                     |                                     |      |          |          |
| Candidatura | Candidatura                              | Candidatura                         | Cap de llista                       | Vots | Vots     | Regidors |
| | Partit Popular                           |                                     | Consuelo García García              | 148  | 55,02%   | 4 ()     |
| | Partit Socialista del País Valencià-PSOE |                                     | Maria Luisa Martín Gómez            | 70   | 26,02%   | 2 (-1)   |
| | Unión de Ciudadanos Independientes       |                                     | Ana María Duval Cosín               | 51   | 18,96%   | 1 (+1)   |
| | Vots en blanc                            |                                     |                                     | 0    | 0,00%    |          |
| Total vots vàlids i regidors                                                                                     | Total vots vàlids i regidors             | Total vots vàlids i regidors        | Total vots vàlids i regidors        | 269  | 100 %    | 7        |
| | Vots nuls                                | Vots nuls                           | Vots nuls                           | 10   | 3,58%    |          |
| Participació (vots vàlids més nuls)                                                                              | Participació (vots vàlids més nuls)      | Participació (vots vàlids més nuls) | Participació (vots vàlids més nuls) | 279  | 87,46%** |          |
| Abstenció | Abstenció                                | Abstenció                           | Abstenció                           | 40*  | 12,54%** |          |
| Total cens electoral                                                                                             | Total cens electoral                     | Total cens electoral                | Total cens electoral                | 319* | 100 %**  |          |
| Alcaldessa: Consuelo García García (PP) (15/06/2019) Per majoria absoluta dels vots dels regidors                |                                          |                                     |                                     |      |          |          |
| Fonts: JEC, JEZ Llíria, Periòdic Ara. (* No són vots sinó electors. ** Percentatge respecte del cens electoral.) |                                          |                                     |                                     |      |          |          |

### Alcaldia
Des de 2019 l'alcaldessa de Calles és Consuelo García García del Partit Popular (PP).
| Període                       | Alcalde o alcaldessa                 | Partit polític | Data de possessió | Observacions       |
| ----------------------------- | ------------------------------------ | -------------- | ----------------- | ------------------ |
| 1979–1983                     | Avelino García Fernández             | UCD            | 19/04/1979        | --                 |
| 1983–1987                     | Calixto Lloria Fernández             | AP-PDP-UL-UV   | 28/05/1983        | --                 |
| 1987–1991                     | Vicente Martínez Fabuel              | EUPV           | 30/06/1987        | --                 |
| 1991–1995                     | Ángel Ruiz García Ángel Valero Solaz | UV PP          | 15/06/1991 n/d    | Pacte de govern -- |
| 1995–1999                     | Eladio Cutanda Romero                | PSPV-PSOE      | 17/06/1995        | --                 |
| 1999–2003                     | Ángel Valero Solaz                   | PP             | 03/07/1999        | --                 |
| 2003–2007                     | Ángel Valero Solaz                   | PP             | 14/06/2003        | --                 |
| 2007–2011                     | Ángel Valero Solaz                   | PP             | 16/06/2007        | --                 |
| 2011–2015                     | Ángel Valero Solaz                   | PP             | 11/06/2011        | --                 |
| 2015–2019                     | Ángel Valero Solaz                   | PP             | 13/06/2015        | --                 |
| 2019-2023                     | Consuelo García García               | PP             | 15/06/2019        | --                 |
| Des de 2023                   | n/d                                  | n/d            | 17/06/2023        | --                 |
| Fonts: Generalitat Valenciana |                                      |                |                   |                    |

## Monuments

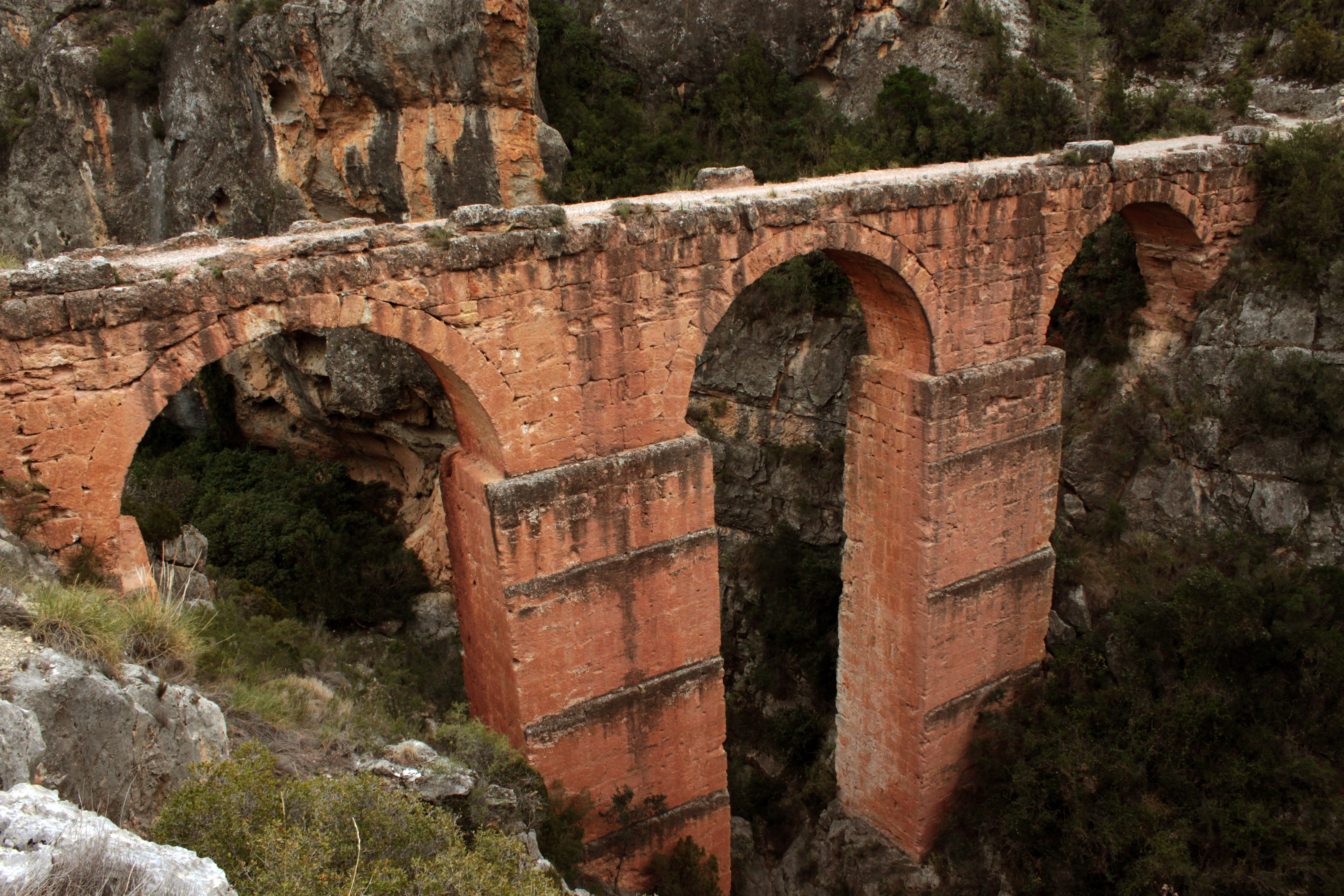
Aqüeducte de Peña Cortada

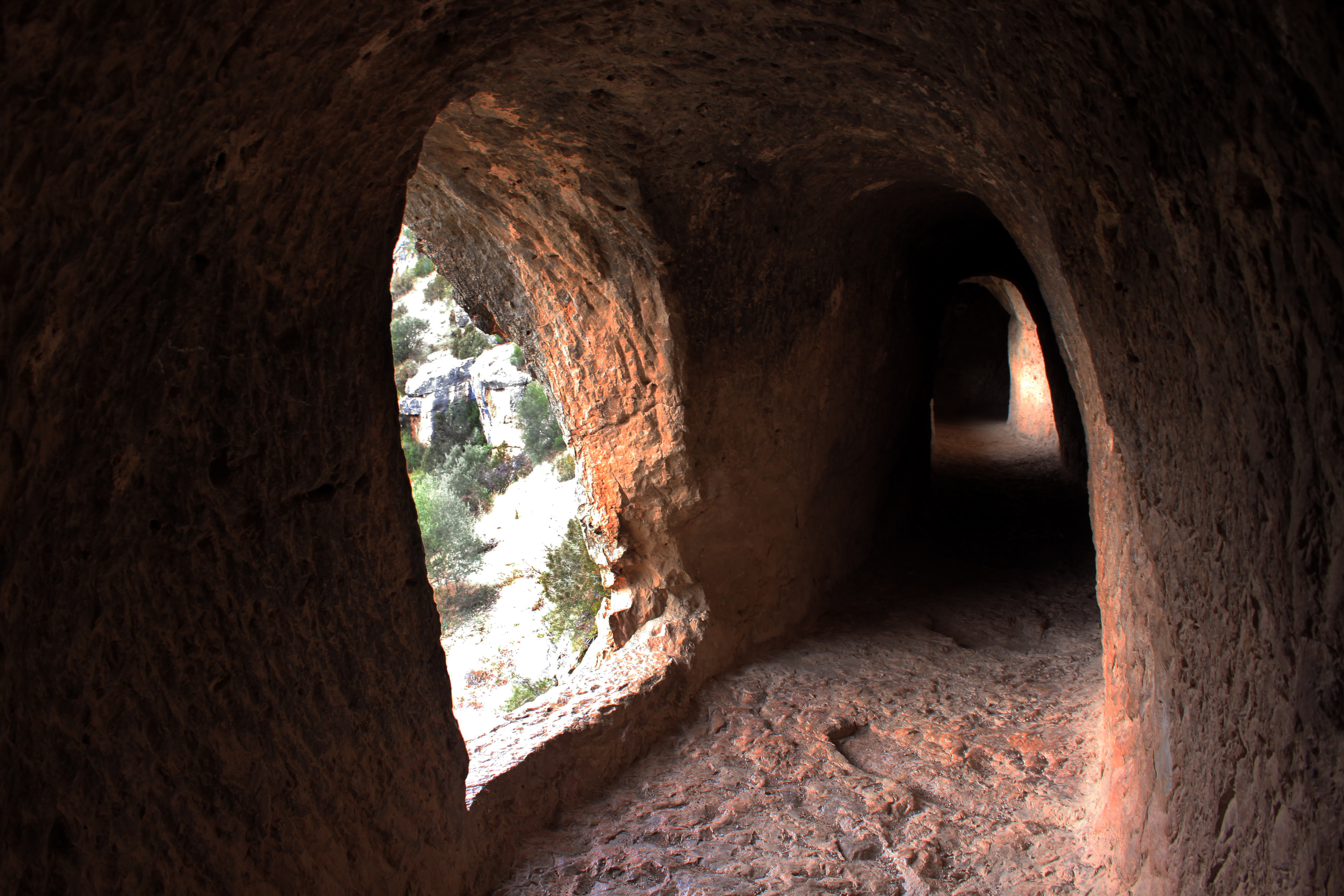
Túnel de l'aqüeducte

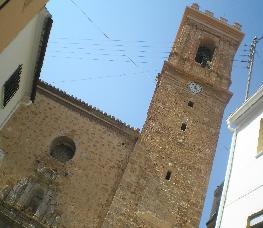
Església de la Immaculada Concepció

- Aqüeducte de Peña Cortada. És un aqüeducte romà del segle ii, un dels més singulars del País Valencià, comença en l'assut del riu Toixa a 600 msnm, d'on s'agafava l'aigua. Per salvar el barranc de la Cova del Gat, es va aixecar l'aqüeducte de 36 m de longitud amb una altura màxima de 33 m. Està format per 3 arcs sobre pilars escalonats, cimentats directament sobre la roca viva de la llera del barranc i construït amb blocs de pedra tallats minuciosament a esquadra, segons la tècnica romana de l'opus quadratum. Té una amplària de 2,1 m en la part alta. Una vegada depassat el pont, el specus gira bruscament en direcció est per a seguir a través d'un impressionant tallat denominat Peña Cortada o La Serrada (d'ací el nom del monument). Es tracta d'un congost construït pels romans pràcticament vertical de 25 metres d'alçada i 50 metres de longitud. La roca extreta degué aprofitar-se en la construcció del pont-aqüeducte.
- Església de la Immaculada Concepció. Edifici monumental de la segona meitat del segle xvii, amb portada senzilla i torre campanar de maçoneria i maó de dos cossos. És situada en el centre neuràlgic de Calles i determina la seua fesomia, ja que el poble se n'articula al voltant, a més del barri morisc, La Petrosa. La porta del temple està situada en direcció a la Meca, ja que abans de ser església, fou una mesquita àrab. L'església va sofrir diverses reformes; una el 1976, ja que després de les diferents guerres havia quedat bastant destruïda, i una altra de més recent en la qual se'n va restaurar el campanar. Finalment el 2007, se'n van pintar les naus i se'n restauraren els baixos.
- Ermita de Santa Quitèria.

## Llocs d'interés
- Pont Alt. Àrea recreativa a poca distància del poble.
- Font de la Llosa.

## Festes locals
- Festes de Sant Antoni. Tenen lloc cap al 17 de gener, duren dos o tres dies en els quals s'encenen fogueres als carrers i places del municipi. També se celebra una missa en honor del sant, així com la benedicció dels animals, amb repartiment de pa i xocolate. S'organitzen jocs com el tiro del barrón, castells humans, curses, i a les nits, ball i disfresses.
- Festes de Santa Quitèria. Se celebren sobre el tercer diumenge de maig, durant dos o tres dies, amb missa en honor de la patrona, processons i, de nit, ball amb orquestra.
- Festes d'agost. Durant quatre o cinc dies a l'entorn del tercer diumenge del mes; s'hi celebren, entre d'altres, missa en honor de la Mare de Déu dels Desemparats (amb ofrena de flors a la missa), a sant Roc, al Crist i a santa Quitèria. S'organitzen competicions esportives, jocs infantils, concurs de paella, sardines, discoteca mòbil, orquestra, grups de ball, despertades, exhibició de bestiar boví, etc.